# Salacia bidentata
Salacia bidentata är en nässeldjursart som beskrevs av Watson 2000. Salacia bidentata ingår i släktet Salacia och familjen Sertulariidae. Inga underarter finns listade i Catalogue of Life.